# Iamne, Velîka Pîsarivka
Iamne (în ucraineană Ямне) este localitatea de reședință a comunei Iamne din raionul Velîka Pîsarivka, regiunea Sumî, Ucraina.

## Demografie
Componența lingvistică a localității Iamne
     Ucraineană (94,45%)
     Rusă (5,49%)
     Alte limbi (0,06%)
Conform recensământului din 2001, majoritatea populației localității Iamne era vorbitoare de ucraineană (94,45%), existând în minoritate și vorbitori de rusă (5,49%).